# Política econòmica
|  | No s'ha de confondre amb economia política. |

La política econòmica —també economia aplicada o economia normativa— és el conjunt d'estratègies i accions que formulen els governs i en general l'Estat per conduir i influir sobre l'economia dels països. Aquesta estratègia està constituïda pel conjunt de mesures, lleis, regulacions, subsidis i Impostos que alteren els incentius econòmics per obtenir unes finalitats o resultats econòmics específics. La política econòmica comprèn també a la ciència econòmica encarregada de l'estudi d'aquesta branca de l'activitat estatal. En general, la intervenció de l'Estat es pot donar de moltes formes, però fonamentalment té el propòsit de modificar el comportament dels subjectes econòmics a través d'incentius, estímuls, beneficis tributaris, etc., o de prohibir o limitar les accions d'aquests subjectes.

## Objectius
El funcionament de la política econòmica s'estructura a partir d'uns objectius que es desitgen aconseguir. Es poden distingir en primer lloc unes finalitats genèriques de caràcter polític com la igualtat, independència, llibertat i justícia. Per sota d'ells es troben uns objectius que donen lloc a unes polítiques finalistes que podrien ser la plena ocupació, el desenvolupament econòmic, l'equilibri econòmic exterior, l'estabilitat cíclica i del nivell de preus. Encara que en algunes ocasions els objectius buscats, en ser molts, poden ser contradictoris, ha d'existir una coordinació i integració entre les diferents polítiques, de tal forma que es produeixin els resultats esperats. Els resultats buscats poden ser en el curt i en el llarg termini. Les finalitats de curt termini busquen enfrontar una situació actual; és a dir, una conjuntura econòmica actual, per tant, les mesures són conjunturals. Les mesures de llarg termini busquen altres tipus de finalitats, les quals poden afectar l'estructura econòmica d'un país, per tant, són mesures estructurals. Les mesures de curt termini busquen enfrontar temes com la desocupació, la inflació, etc., mentre que les mesures de llarg termini poden ser, per exemple: incentivar el desenvolupament d'un sector.

## Eines
Les eines utilitzades poden ser instrumentals que comprèn: les polítiques fiscals, monetària, polítiques de tipus de canvi, de preus, de sector exterior, etc. La política monetària, per exemple, a través de les decisions sobre l'emissió de diners, pot generar efectes sobre el creixement i dinamització econòmica, la inflació o les taxes d'interès; la política fiscal, a través de les determinacions de despesa pública i impostos, pot tenir efectes sobre l'activitat productiva de les empreses i, en últimes, sobre el creixement econòmic. La política comercial, o de comerç exterior, té efectes sobre els ingressos de l'Estat i, d'aquesta forma, sobre la despesa que aquest mateix fa, etc. Alhora es pot realitzar una segona classificació de les polítiques econòmiques des del punt de vista sectorial que comprendria la política agrària, industrial, energètica, de transports, comercial, turística i d'habitatges.